# Ефекти кривої досвіду
У менеджменті, моделі ефекту кривої навчання (засвоєння) та тісно пов'язаного ефекту кривої досвіду висловлюють зв'язок між рівняннями для досвіду та ефективності або між зростанням ефективності та інвестуванням у зусилля по її зростанню.

## Крива навчання та ефект кривої навчання
«Криві навчання» були вперше описані німецьким психологом XIX століття Германом Еббінґаузом в процесі дослідження ним складностей запам'ятовування різної кількості вербальних стимулів. Детальніше про складні процеси навчання — у статті Крива навчання.
Досвід показує, що чим більше якась задача виконується, тим менше часу треба на її виконання наступного разу. Цей зв'язок був вперше чисельно визначений у 1936 році на авіабазі Райта-Петерсона в США, де було визначено, що кожного разу, як подвоювалось виробництво літаків, витрати робочого часу на їх виробництво скорочувались на 10—15 %. Наступні емпіричні дослідження в інших галузях економіки показали, що скорочення робочого часу становило від декількох до 30 %, але в більшості випадків для кожного окремого продукту величина скорочення була сталою і не залежала від масштабу виробництва. Модель кривої навчання стверджує, що при кожному подвоєнні обсягів виробництва, витрати знижуються у фіксованій пропорції, за одним із двох рівнянь нижче. Ці два рівняння мають однакову форму, але відрізняються визначенням значення Y, і ця різниця значимо впливає на результат оцінки.

### Крива одиниці
Це рівняння описує основу для кривої одиниці. У ньому Y є вартістю окремої одиниці у виробничому циклі. Наприклад, якщо за виробничий цикл виробляється 200 одиниць, загальна вартість буде підрахована використанням рівняння нижче 200 разів (для кожної одиниці), а потім додаванням цих 200 окремих вартостей. Це дуже складно і потребує використання комп'ютерів або спеціальних таблиць значень.
Корисною може бути така інформація: коли рівняння для Yx нижче асоціюється з кривою покращення одиниці, називається крива одиниці Кроуфорда. Коли те саме рівняння Yx нижче називається крива кумулятивного середнього навчання, він називається кумулятивне середнє Райта.
Для розрахунку вартості x-ї одиниці Райта, Px, з його кумулятивного середнього, маємо рівняння
{\displaystyle P_{x}=xY_{x}-(x-1)Y_{x-1}}
бо в цьому випадку
{\displaystyle Y_{x}={\frac {P_{1}+P_{2}+\cdots +P_{x}}{x}}.}
Тобто рівняння для кривої одиниці:
{\displaystyle Y_{x}=Kx^{\log _{2}(b)}}
де
- K — кількість годин прямих витрат робочого часу на виробництво першої одиниці продукції
- Yx — кількість годин робочого часу на виробництво x-ї одиниці продукції
- x — номер одиниці продукції
- b — процент навчання (визначений десятично)

### Крива кумулятивного середнього
Це рівняння описує базис для кумулятивного середнього або криву кумулятивного середнього. У цьому рівнянні, Y є середня вартість виробництва різної кількості (X) одиниць. Слово «кумулятивне» в «кумулятивному середньому» означає, що розраховується середня вартість для X кумулятивних одиниць. Таким чином, загальна вартість X одиниць є результатом множення X разів на кумулятивну середню вартість. Наприклад, для розрахунку загальної вартості одиниць продукції з 1 до 200, аналітик може розрахувати кумулятивну середню вартість 200-ї одиниці та помножити це значення на 200. Це набагато легший підрахунок ніж у випадку кривої одиниці.
{\displaystyle {\overline {Y_{x}}}=K{\frac {{\frac {1}{1+\log _{2}(b)}}x^{1+\log _{2}(b)}}{x}}}
де
- K — кількість годин прямих витрат робочого часу на виробництво першої одиниці продукції
- Yx — середня кількість годин робочого часу на виробництво перших x одиниць продукції
- x — номер одиниці продукції
- b — процент навчання

## Крива досвіду
В цілому, виробництво будь-якого товару або послуги відображає ефекти кривої досвіду. При кожному подвоєнні сумарного (кумулятивного) обсягу, витрати, що додають вартості(включно з адміністративними, маркетинговими, дистрибутивними та виробничими) падають на постійний відсоток.
Крива досвіду була розроблена Брюсом Ґендерсоном та Boston Consulting Group (BCG) при аналізі загальної поведінки витрат у 1960-ті роки. В 1968 році Ґендерсон та BCG почали наголошувати на наслідках кривої досвіду для стратегії.
Дослідження, проведені BCG в 1960—1970-ті роки, спостерігали ефекти кривої досвіду для різних галузей у розмірі від 10 до 25 %.

Крива досвіду

Це ефекти часто зображаються графічно. Крива створюється розташуванням на горизонтальній осі кумулятивних вироблених одиниць та вартості виробництва одиниці на вертикальній осі. Крива, що показує 15% зменшення витрат для кожного подвоєння обсягу виробництва називається «кривою 85 % досвіду», що означає, що вартість (витрати) падає до 85 % їх початкового рівня.
Крива досвіду, яка описується функцією ступеневого закону, деколи називається законом Ґендерсона:
{\displaystyle C_{n}=C_{1}n^{-a}}
де:
- C1 — вартість першої одиниці виробництва
- Cn — вартість n-ї одиниці виробництва
- n — сумарний обсяг виробництва
- a — еластичність вартості (витрат) по відношенню до виробництва

### Приклад
Наступний приклад, щоб проілюструвати ефект: нехай швидкість навчання L = 80 %; тобто з кожним для подвоєнням сукупного обсягу виробництва, витрати знижуються до 80 % від їхнього попереднього обсягу. Припустімо, що на початок періоду спостереження собівартість складає 100 грошових одиниць. Кожного року виробляється та сама кількість продукції — 10 одиниць, тому кумулятивне виробництво зростає. Після кожного подвоєння кумулятивного виробництва, витрати падають на 20 %.
| Рік | Обсяг виробництва | Кумулятивне виробництво | Витрати |
| --- | ----------------- | ----------------------- | ------- |
| 1   | 10                | 10                      | 100     |
| 2   | 10                | 20                      | 80      |
| 3   | 10                | 30                      | 70      |
| 4   | 10                | 40                      | 64      |
| 5   | 10                | 50                      | 59,6    |
| 6   | 10                | 60                      | 56,2    |
| 7   | 10                | 70                      | 53,5    |
| 8   | 10                | 80                      | 51,2    |

Курсивом наведено проміжні (умовні) розрахунки ефекту, жирним шрифтом — ефект досвіду
Графічно ефект з прикладу може бути представлений так: Файл:Erfahrungskurve Beispiel.GIF

### Причини ефекту
Приклади
NASA подає такі криві досвіду для своїх операцій:
- аерокосмічна галузь: 85 %
- суднобудування: 80—85 %
- складні верстати для нових моделей: 75— 85 %
- серійне виробництво електроніки: 90—95 %
- серійна обробка матеріалів різанням або формовочні операції: 90—95 %
- серійні електрооперації: 75—85 %
- серійне зварювання: 90 %
- сировина: 93—96 %
- придбана продукція: 85—88 %

Основною причиною існування кривих навчання та досвіду є складність процесів навчання. Навчання спочатку починається з великих відкриттів, а потім продовжується все меншими. Рівняння для цих ефектів для цих моделей походять із корисності окремих математичних моделей для певною мірою передбачуваних аспектів як правило непередбачуваних процесів. Вони включають:
- Ефективність робочої сили — працівники стають фізично більш вправними. Вони стають більш впевненими ментально та витрачають менше часу на сумніви, навчання, експериментування або помилки. З часом вони дізнаються шляхів до оптимізації та покращення. І це стосується всіх працівників та управлінців, а не лише тих, хто безпосередньо працює на виробництві.
- Стандартизація, спеціалізація та поліпшення методів — по мірі того, як процеси, частини та продукти стають більш стандартизованими, ефективність має тенденцію до зростання. Коли працівники спеціалізуються на обмеженій кількості завдань, вони отримують більше досвіду щодо цих завдань та працюють швидше.
- Навчання завдяки технології — технологія автоматичного виробництва та інформаційна технологія може запровадити ефективність після їх запровадження та після того, як люди навчаться використовувати їх належним чином та ефективно.
- Краще використання обладнання — при зростанні загального виробництва, виробниче обладнання використовується більш повно, знижує повні витрати на одиницю продукції. На додаток, придбання більш ефективного обладнання може стати виправданим.
- Зміни у наборі сировини та матеріалів — при набутті компанією досвіду, вона може змінити свій склад сировини та матеріалів, а отже стає більш ефективною.
- Ре-дизайн продукції — по мірі того, як виробники та споживачі звикають до продукції, вони як правило знаходять шляхи до покращення. І це відображається на процесі виробництва. Гарним прикладом є тестування на Cadillac різноманітних аксесуарів-«цацьок». Ті, що не ламалися, почали серійно встановлюватися в інших продуктах Дженерал Моторс; ті, що не витримували тестів споживача з «ламання», знімалися з виробництва, а отже економили компанії гроші. По мірі збільшення виробництва автомобілів компанією Дженерал Моторс, вони навчилися як найкраще виробляти продукцію, що працює, за менші гроші.
- Будівництво мережі та зниження витрат, пов'язаних з використанням (ефект мережі) — коли використання продукту стає широко-поширеним, користувач використовує його більш ефективно, оскільки він йому більш знайомий. Один факс у світі нічого не здатний, але якщо він є в кожного, вони будують все більш ефективну мережу комунікацій. Іншим прикладом є адреси електронної пошти; чим більше їх є, тим більш ефективна мережа, тим нижче вартість використання одиниці для кожного.
- Ефекти розділеного досвіду — ефекти кривої досвіду підсилюються, коли два або більше продукти поділяють певну активність або ресурс. Будь-який досвід, отриманий від одного продукту, можуть бути застосований в іншому продукті. (Це пов'язано з принципом найменшого здивування).

### Обрив кривої досвіду
Ефект кривої досвіду може раптово припинятися. Графічно, крива обрізана. Наявні процеси стають застарілими і компанія має оновитись, щоб залишитись конкурентноздатною. І таке оновлення означатиме, що стара крива досвіду буде замінена на нову. Це трапляється, коли:
- конкуренти запроваджують нові продукти або процеси, на які компанія має дати відповідь
- ключові постачальники мають набагато більших покупців, які визначають ціну продукції та послуг, і це стає основним рушієм витрат на продукт
- технологічна зміна вимагає, щоб компанія або її постачальники змінили процес
- стратегії кривої досвіду мають бути переглянуті, бо
  - вони ведуть до цінових війн
  - вони не дають маркетинг-мікс, який цінується ринком

### Стратегічні наслідки ефекту
Стратеги BCG досліджували наслідки ефектів досвіду для бізнесів і дійшли висновку, що оскільки відносно низька вартість операцій є важливою стратегічною перевагою, компанії повинні активно використовувати ефекти навчання та досвіду.

Причина в тому, що зростання активності (напр., збільшення виробництва) веде до зростання навчання, яке в свою чергу веде до нижчих витрат, яке може дозволити встановити нижчі ціни, що дозволить зайняти більшу частку ринку, яка може дати зростання прибутку та домінування на ринку. Відповідно до BCG, найбільш ефективною бізнес-стратегія є саме стратегія домінування на ринку в такий спосіб. Особливо це справджувалось, коли компанія вже мала певне лідерство на ринку. Вони стверджували, що якщо компанія не може отримати достатню долю ринку, щоб бути на ньому конкурентоспроможним, вона повинна піти з такого ринку і концентрувати свої ресурси там, де вона може використати ефекти досвіду та отримати домінуючу частку ринку. Стратеги BCG розробили такі техніки портфелю продуктів як Матриця БКГ (серед іншого) для того, щоб управляти такою стратегією.
На сьогодні є вже і інші стратегії, так само ефективні, які і лідерство у витратах, тому можна обирати і інші шляхи розвитку. Наприклад, загальні стратегії Портера, в яких йдеться про продуктову диференціацію та фокусну сегментацію ринку як дві альтернативи до стратегії лідерства у витратах.
Одним з наслідків ефекту кривої досвіду було те, що економія на витратах повинна була відображатись у зниженні ціни, а не у зростанні маржі прибутку. Стратеги BCG вважали, що підтримання відносно високої ціни, хоча і є прибутковим у короткостроковій перспективі, є трагедією для довгострокової стратегії, оскільки висока ціна заохочувала конкурентів до входу на ринок, що спричиняло крутий обвал цін та конкурентні витіснення і поглинання. Якщо ж ціни знижувались при зниженні вартості одиниці продукції (внаслідок ефекту кривої досвіду), тоді вихід на ринок для конкурентів був би менш привабливий і було б легше утримувати частку ринку. Вони вважали, що при використанні цієї стратегії, можна завжди залишатися попереду новий або поточних конкурентів.

### Походження кривої досвіду

Приклад застосування кривої досвіду, 1974, Брюс Ґендерсон

Витяги з опублікованого доробку Брюса Ґендерсона описують розвиток концепції кривої досвіду.
Так, починаючи з 1966 року:
Першим зусиллям Бостонської консалтингової групи сформулювати концепцію кривої досвіду була спроба пояснити поведінку витрат в часі в обробній промисловості, оскільки кореляція між конкурентною прибутковістю та часткою ринку була очевидною.
Малюнок кривої навчання був привабливою початковою гіпотезою для пояснення цього. Назва, крива досвіду, була обрана для того, щоб відрізняти феномен поведінки витрат від добре відомого та задокументованого ефекту кривої навчання. Вони пов'язані, але досить різні.
BCG з'ясувала, що при зміні обсягів виробництва існують суттєві наслідки.
Напівпровідники надали докази, на яких можна будувати концепцію кривої досвіду. Значна різноманітність напівпровідників надала можливість порівняти різні рівні зростання та рівні зменшення ціні у схожому середовищі. Цінові дані, надані Асоціацією галузей електроніки, були порівняні з накопиченим обсягом виробництва цієї промисловості, і було знайдено дві структури.
В одній зі структур, ціни, в поточних доларах, лишались незмінними тривалий час, а потім почали відносно різке та тривале зниження в постійних доларах. В іншій структурі ціни, в постійних доларах, повільно зменшувались на стабільну величину бл.25% щоразу, коли подвоювався накопичений досвід. Це і була крива досвіду. Це був 1966 рік.

### Критика
Деякі автори стверджують, що в більшості організацій такі ефекти неможливо описати чисельно, а також, що ефекти досвіду так тісно переплетені з економією масштабу, що їх неможливо відділити. В теорії ми можемо сказати, що економія масштабу — це ефективність, яка виникає при зростанні масштабу виробництва, а ефекти досвіду — це ефективність, що виникає від навчання та досвіду від повторюваних діянь, але на практиці вони віддзеркалюють одна одну: зростання досвіду збігається зі зростанням виробництва. Економія масштабу має вважатись однією з причин існування ефектів досвіду і навпаки. І це ускладнює окреме вимірювання кожної з них.
Ефект знайомого маршруту може спричинити те, що люди можуть переоцінювати ефект кривої досвіду.

## Додаткова література
- Wright, Theodore Paul (February 1936), Learning Curve, Journal of the Aeronautical Sciences
- Hirschmann, W. (Jan–Feb 1964), Profit from the Learning Curve, Harvard Business Review
- Consulting, Boston (1972), Perspectives on Experience, Boston, Mass
- Abernathy, William; Wayne, Kenneth (Sep–Oct 1974), Limits to the Learning Curve, Harvard Business Review
- Kiechel, Walter III (5 жовтня 1981), The Decline of the Experience Curve, Fortune
- Montgomery (1983), Diagnosing the Experience Curve, Journal of Marketing, 47 (Spring) {{citation}}: |editor1-first= з пропущеним |editor1-last= (довідка); |editor2-first= з пропущеним |editor2-last= (довідка); Пропущено |author1= (довідка)
- Building Strategy on the Experience Curve, Harvard Business Review, т. 42, March–April 1985 {{citation}}: |editor1-first= з пропущеним |editor1-last= (довідка)
- The Learning Curve Deskbook: A Reference Guide to Theory, Calculations, and Applications, New York: Quorum Books, 1991 {{citation}}: |editor1-first= з пропущеним |editor1-last= (довідка)
- Ostwald, Phillip F. (1992), Engineering Cost Estimating (вид. 3rd), Prentice Hall, ISBN 0-13-276627-2
- Davies, Geoffrey F. (2004), Economia: New Economic Systems to Empower People and Support the Living World, ABC Books, ISBN 0-7333-1298-5
- Le Morvan, Pierre; Stock, Barbara (2005), Medical Learning Curves and the Kantian Ideal, Journal of Medical Ethics, 31